# Tesouraria

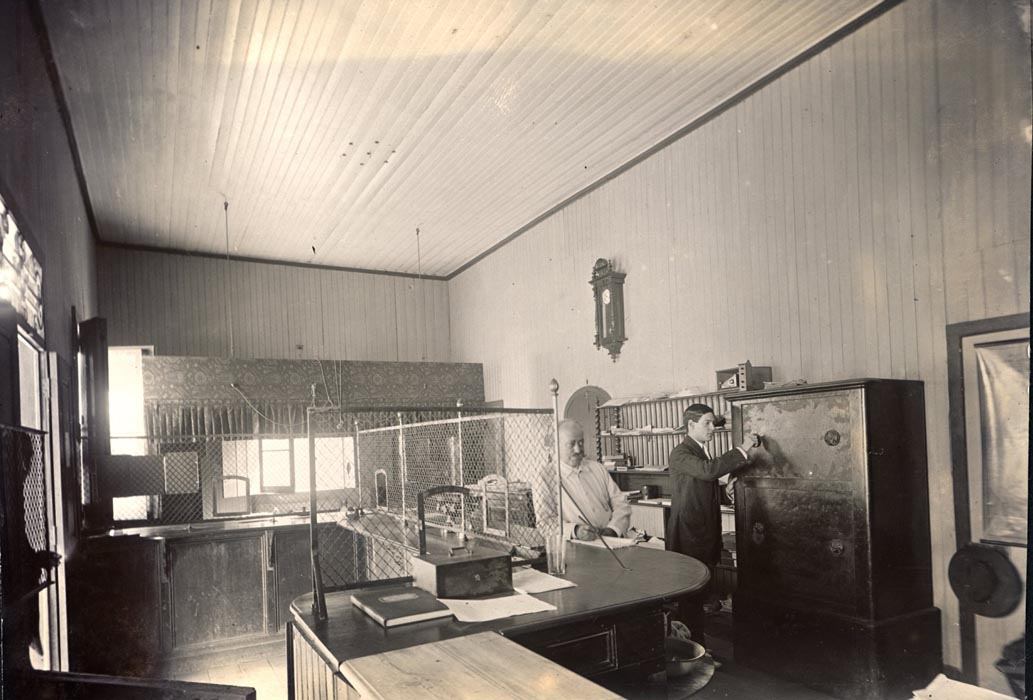
Tesouraria-geral da Companhia de Moçambique em foto de 1910

Uma tesouraria é o órgão de uma entidade (um governo, um partido político, uma autarquia ou qualquer outra instituição) encarregado da contabilidade, armazenamento ou transações de dinheiro. Em caso de entidades governamentais, costuma receber o nome de tesouro. A pessoa encarregada da tesouraria recebe o nome de tesoureiro.

## Estrutura típica de tesouraria
As principais operações financeiras numa tesouraria são contas a receber, contas a pagar, administração do fluxo de caixa, captação e aplicação de recursos financeiros.
Negociação com clientes e fornecedores em torno de descontos por conta de mudanças nos prazos de recebimentos e pagamentos são operações financeiras complementares numa tesouraria.
Todas as operações mencionadas são interdependentes e se interligam por meio do fluxo de caixa financeiro, que é uma das principais ferramentas de apoio às decisões da tesouraria.

## Contas a pagar e receber
As operações de pagamento e recebimento precisam observar três princípios básicos: agilidade operacional, confiabilidade e economia.
A crescente informatização das operações de pagamento e recebimento - nota fiscal eletrônica, sistemas ERP e internet - agilizam sua execução. Por outro lado, os aspectos tributários envolvidos, principalmente a expansão das retenções tributárias sobre pagamentos realizados agem no sentido inverso, trazendo maior carga operacional para contas a pagar e receber.
A combinação adequada entre agilidade operacional e confiabilidade tem consequência econômica: o custo de pagar e receber. Por exemplo, se a confiabilidade de execução for a única meta de contas a pagar, a agilidade operacional ficará comprometida, exigindo maiores prazos para processamento dos pagamentos. Este fato por sua vez, tende a elevar muitos preços pagos pela empresa ao comprar produtos ou contratar serviços.
A distribuição dos pagamentos e recebimentos ao longo do mês tem influência sobre o formato do fluxo de caixa que por sua vez pode influir sobre o custo de captação ou o retorno das aplicações financeiras.
Do ponto de vista estritamente econômico, um fluxo de caixa com variações significativas em dias isolados do mês tende a ser desvantajoso, aumentando o custo de captação ou reduzindo o retorno das aplicações das sobras de caixa.

## Administração do fluxo de caixa
O fluxo de caixa faz, em circunstâncias normais, a ligação entre as projeções de recebimento e pagamento e as decisões de captação e aplicação de recursos financeiros.
Em situações especiais, notadamente quando a empresa está com grandes dificuldades financeiras, o fluxo de caixa pode ser usado para definir os pagamentos a serem realizados.
Para que a tesouraria funcione eficazmente, é imprescindível que ela disponha de fluxo de caixa. O ideal é ter dois fluxos de caixa. Um de curto prazo, em base diária, cobrindo pelo menos um mês à frente e outro de médio prazo, em base mensal, cobrindo doze meses à frente.
O maior desafio da tesouraria na administração do fluxo de caixa é obter um razoável grau de acerto nas previsões realizadas. É considerado satisfatório o fluxo de caixa que tem uma margem de erro até 15%. Significa um grau de acerto de pelo menos 85% entre a primeira projeção efetuada e os valores efetivamente realizados.

## Captação de recursos financeiros
Esta é uma das operações financeiras mais presentes no dia a dia de uma tesouraria. Existe uma variedade de linhas de crédito à disposição das empresas com custos diferenciados.
Quando existe uma adequada programação de captação de recursos financeiros, os respectivos custos financeiros tendem a ser menores.
O fator chave para que a organização tenha uma adequada programação de captação de recursos financeiros é seu fluxo de caixa financeiro.
Se o fluxo de caixa financeiro é muito imprevisível, haverá necessidade de a organização dispor de linhas de crédito como maior índice de compromisso por parte dos bancos, característica que torna os custos mais elevados.

## Aplicação de recursos financeiros
As aplicações temporárias de sobras de caixa são dirigidas aos ativos financeiros de baixo risco e alta liquidez.
Uma mais vez que o fator risco é considerado mandatório, apenas a liquidez das aplicações financeiras pode de alguma forma ser administrada de modo a se obter uma determinada meta de rentabilidade.
Como regra, quanto maior a liquidez de um ativo financeiro, menor será sua rentabilidade. Acrescente-se a isso, o fato de que o IOF penaliza fortemente as aplicações financeiras de curtíssimo prazo, chegando a 96% dos rendimentos para as aplicações por uma dia de prazo.
Assim, também nas aplicações financeiras, o fluxo de caixa financeiro tem um papel muito relevante em relação aos resultados financeiros obtidos. Um fluxo de caixa pouco preciso terá como consequência a necessidade elevadas margens de segurança. Isto significa deixar um maior volume de recursos financeiros ociosos ou aplicações financeiras com prazo de aplicação mais curto e a consequente redução de rentabilidade.

## Negociação com clientes e fornecedores
Em virtude da grande diferença entre as taxas de captação e de aplicação verificadas no Brasil, existe um espaço grande para que as empresas negociem descontos com seus clientes e fornecedores, fazendo operações financeiras mutuamente vantajosas.
Para citar um exemplo, consideremos um fornecedor que dá trinta dias de prazo de pagamento para um cliente. Este por sua vez, busca descontar a duplicata correspondente, digamos a 3,5% ao mês. O cliente pode ter uma aplicação financeira rendendo 1% ao mês. Assim, antecipar o pagamento ao fornecedor obtendo uma taxa de desconto de 2,5% ao mês, é interessante para ambos. A organização compradora trocará uma taxa de aplicação de 1% ao mês por outra (desconto) de aproximadamente 2,5% ao mês. A organização fornecedora trocará uma taxa de desconto de duplicatas de 3,5% ao mês por uma taxa de desconto de 2,5% ao mês dada à compradora.

## Falhas frequentes na operação da tesouraria
Na maioria das organizações uma série de falhas ocorrem frequentemente na operação da tesouraria. Elas provocam estrangulamentos operacionais com reflexos negativos sobre a eficiência da tesouraria, principalmente a redução de produtividade. 
As principais dessas falhas são comentadas a seguir.

## Controle inadequado de depósitos de terceiros nas contas da empresa
Falhas no controle de depósitos de terceiros nas contas das empresas geralmente ocorrem quando são concedidas muitas opções de pagamento aos clientes da empresa e a comunicação com estes não é satisfatória. Com o continuado avanço da tecnologia e do processamento bancário, esse problema deverá ser bastante reduzido. Enquanto isso não ocorre, a solução é melhorar o fluxo de informações entre as áreas comercial e financeira da organização e explorar todo o potencial de informações dos serviços bancários..

## Conciliação bancária com muitas pendências
Excesso de pendências na conciliação bancária é um indicador seguro de que é grande o número de eventos financeiros fora de padrão e que por isso não são capturados pelos sistemas informatizados de apoio à tesouraria. Podem ter origem em falhas na implantação do sistema de controle financeiro ou em mudanças nos processos de pagamento ou recebimento. Se o problema não tiver sido causado pelo sistema de controle financeiro, serão necessárias mudanças nos procedimentos financeiros para resolvê-lo.

## Insatisfatório controle da inadimplência de clientes
Falhas no controle da inadimplência podem surgir em decorrência de causas variadas sendo as mais comuns a passividade da área de cobrança, inadequação do sistema de controle financeiro. O aprimoramento do fluxo de informações entre as áreas comercial e financeira da organização é um passo importante para a eliminação ou redução desse tipo de falha.

## Recebimento tardio de documentos de cobrança emitidos por fornecedores
A principal causa desse problema é o fato de algumas organizações, além de conviverem com seu descontrole interno, também tentam exportá-lo para seus clientes, contando com a tolerância por parte destes. Outra possível causa para o problema é falta de procedimentos claros de pagamento por parte da organização compradora. A solução para os dois casos é a busca deliberada da correção dos desvios, independente da origem.

## Pouca padronização dos processos de pagamento
Processos de pagamento pouco homogêneos, gerando excessiva demora para sua liquidação ocorrem devido a estruturação ineficiente do processo de contas a pagar. Multiplicidade de sistemas informatizados de apoio às operações da tesouraria e mudanças frequentes das rotinas de pagamento são as causas mais frequentes do problema. A solução costuma ser trabalhosa e pode requerer exaustivo trabalho de mudanças nos processos de pagamento. 
Grande número de pagamentos urgentes.
Excessivo número de pagamentos urgentes é sinal de que as demandas das áreas pagadoras têm prioridade sobre a boa operação da área financeira. A solução requer negociação e principalmente capacidade de articulação e de convencimento por parte da tesouraria para demonstrar as perdas operacionais e financeiras com os pagamentos urgentes.

## Fluxo de caixa com alta margem de erro
As causas para esse problema são bastante variadas, mas sempre refletirão a inexistência de adequado nível de cultura de planejamento nos vários setores da organização. A tesouraria isoladamente não conseguirá resolver o problema. Assim, precisará demonstrar e convencer seus pares sobre a importância da qualidade das informações geradas para o fluxo de caixa.
Também chama-se tesouraria ao setor de uma empresa encarregado de controlar seus fluxos monetários (dinheiro em caixa, bancos ou investimentos financeiros).

## Na Igreja Católica
No caso de um cabido metropolitano, é uma das dignidades dos cónegos, mas, nesse caso, o cónego tesoureiro recebe o nome de tesoureiro-mor.